# Taren Sullivan
Taren Valdis Sullivan (Lima, 30 luglio 1995) è un cestista statunitense.